# Железничарско първенство по футбол 1942
Турнирът  се провежда на преки елиминации. На победителя се връчва Купата „Железничар“, подарена от министъра на железниците, пощите и телеграфите.
Финалната среща е проведена на 25 октомври 1942 г. в Скопие. Купата „Железничар“ е връчена на отбора победител от Васил Радославов – тогавашен министър на железниците, пощите и телеграфите 

## Участници
Право на участие в турнира имат всички желаещи железничарски спортни клубове (ЖСК) в България. В турнира участват 10 от общо 13 железничарски спортни клуба:
- ЖСК (София)
- ЖСК (Пловдив)
- ЖСК (Скопие)
- ЖСК (Русе)
- ЖСК (Варна)
- ЖСК (Стара Загора)
- ЖСК (Плевен)
- ЖСК (Горна Оряховица)
- ЖСК (Дряново)
- ЖСК (Дупница)

## Първи кръг
| 2 август 1942 г.:    | ЖСК (Русе)         | ЖСК (Дряново)         | 2:1 |
| 9 август 1942 г.:    | ЖСК (Варна)        | ЖСК (Горна Оряховица) | 0:3 |
| 6 септември 1942 г.: | ЖСК (Скопие)       | ЖСК (Дупница)         | 5:1 |
| 6 септември 1942 г.: | ЖСК (Стара Загора) | ЖСК (Пловдив)         | 0:5 |

ЖСК (София), и ЖСК (Плевен) се класират направо за втория кръг.

## Втори кръг – 1/4 финал
| 20 септември 1942 г.: | ЖСК (Горна Оряховица) | ЖСК (Русе)   | 3:5     |
| 20 септември 1942 г.: | ЖСК (Пловдив)         | ЖСК (Скопие) | 0:3     |
|                       | ЖСК (Плевен)          | ЖСК (София)  | 0:3 сл. |

ЖСК (Плевен) се отказва от участие преди мача срещу ЖСК (София).

## Трети кръг – 1/2 финал[1]
27 септември 1942 г., неделя:
| ЖСК (София) | ЖСК (Русе) | 3:1 |

ЖСК (Скопие) се класира направо за финала.

## Финал
| 25 октомври 1942 г., неделя, Скопие, 3 000 зрители: |     |             |
| ЖСК (Скопие)                                        | 1:4 | ЖСК (София) |

Голмайстори:
- 1:0 Николов (20'), 1:2 Григоров (1-во полувреме), 1:4 Крум Милев (2-ро полувреме).[2]

Съдия: Коци Траянов (София).
ЖСК Скопие: Огнянов, Герасимов, Георгиев, Блажев, Михайлов, Алексиев, Божинов, Атанасков, Николов, Ангелков, Христов.
ЖСК София: Костов, Орманджиев, Ангелов, Недялков, Драндаров, Павлов, Василев, Милушев, Григоров, Милев, Йорданов.